# Amora-silvestre
A amora-silvestre (Rubus fruticosus L.) é como é conhecido o fruto poliaquénio (frutos agregados) de arbustos (amoreira-silvestre) do género Rubus, vulgarmente designados como silvas, da família das rosáceas. As plantas crescem até 3 metros. Os frutos são usados para a composição de sobremesas, compotas e, por vezes, vinho. São muitos os tipos do que é vulgarmente designado como amora – incluindo muitas cultivares híbridas, com mais de duas espécies ancestrais. 
A cultivar marionberry nasceu do cruzamento entre a amora tipo olallieberry e o tipo chehalem, de modo a conjugar as qualidades organolépticas dos dois tipos de fruta. A olallieberry resulta do cruzamento de loganberry  com youngberry, que, por sua vez, resulta do cruzamento de framboesa, amora-preta e amora-silvestre propriamente dita.
As silvas são compostas por longos caules curvos, com acúleos curtos, levemente encurvados. Quando os caules contactam com o solo desenvolvem, frequentemente, raízes laterais, dando origem a um novo pé de silva (reprodução assexuada), tornando-se uma espécie persistente, colonizando vastas áreas por longos períodos. Tolera facilmente solos pobres, sendo uma das primeiras plantas a colonizar baldios e terrenos de construção abandonados. As suas folhas são simples ou compostas, frequentemente trifoliadas. As flores brancas ou rosadas, florescem de maio a agosto (no hemisfério norte), dando, após a frutificação, as amoras de uma cor vermelha e, depois, negra.

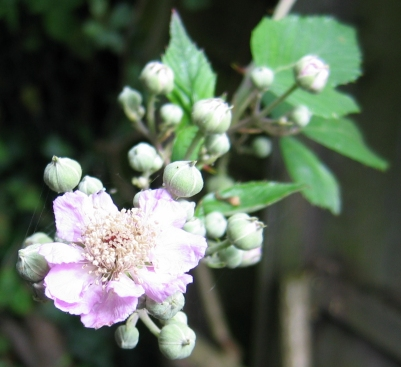
Flor da amora-silvestre